# Vriesea rhodostachys
Vriesea rhodostachys là một loài thuộc chi Vriesea. Đây là loài đặc hữu của Brasil.